# Valdenebro de los Valles
Valdenebro de los Valles é um município da Espanha na província de Valladolid, comunidade autónoma de Castela e Leão, de área 42,13 km² com população de 209 habitantes (2007) e densidade populacional de 5,29 hab/km².

## Demografia
| Variação demográfica do município entre 1991 e 2004 | Variação demográfica do município entre 1991 e 2004 | Variação demográfica do município entre 1991 e 2004 | Variação demográfica do município entre 1991 e 2004 |
| --------------------------------------------------- | --------------------------------------------------- | --------------------------------------------------- | --------------------------------------------------- |
| 1991                                                | 1996                                                | 2001                                                | 2004                                                |
| 276                                                 | 259                                                 | 215                                                 | 223                                                 |